# Последна воля и завещание на Адолф Хитлер
Последната воля и завещанието на фюрера на Третия Райх е документ съставен на немски език, продиктуван и подписан от Адолф Хитлер през нощта на 29 срещу 30 април 1945 г. (около 4 часа местно време), малко преди самоубийството на канцлера на Германия.

## Описание
Своеобразният завет е разделян условно на две части:
- лично завещание, представляващо личната изповед и самопредставата за живота и дейността на Адолф Хитлер, в която той обяснява своята политика, обсъжда причините за Втората световна война, поставяйки вината за избухването ѝ върху държавниците на страните, съюзили се срещу Оста, които според фюрера „са или от еврейски произход или са се поставили в услуга на еврейските интереси“. Хитлер със завещанието си обявява мотивите да сложи сам край на живота си, като благодари на народа си за неговата подкрепа към водач, партия и държава.
- политическото завещание е втората част от завещанието, с което Адолф Хитлер обявява изключването на Херман Гьоринг и Хайнрих Химлер от нацистката партия заради воденето на сепаративни преговори без знанието на държавния глава, и пълномощия за това, със западните съюзници. Държавният глава и президент на Райха назначава за върховен главнокомандващ на въоръжените ѝ сили Карл Дьониц, за ръководител на германската полиция – райхсфюрера от СС – Карл Ханке, и за министър на вътрешните работи на Райха – гаулайтера Паул Хислер.

Във втората част на политическото си завещание, Хитлер изказва благодарността си на Йозеф Гьобелс и Мартин Борман, насърчавайки ги да не се самоубиват, а да продължат борбата докрай. Заветът завършва с призив към германците „внимателно да съблюдават и спазват расовите закони и безжалостно да се противопоставят в бъдеще на универсалния отровител на всички народи – интернационалното еврейство“.